# تولید به‌هنگام
درست به موقع یا سر وقت یا به‌هنگام (به انگلیسی: Just in Time) که مخفف آن جی‌آی‌تی (به انگلیسی: JIT) است یک انگاشت (Concept) یا اصل (Principle) و راهبردی برای کنترل موجودیست که از طریق کاهش موجودی در فرایند و در نتیجه کاهش هزینهٔ موجودی سبب بهبود بازگشت سرمایه در سازمان‌ها می‌شود. برای دستیابی به این راهبرد، بایستی فرایند، سیگنال‌هایی در مورد آنچه در قسمت‌های دیگر و در داخل فرایند در جریان است داشته باشد. یعنی سیستم به وسیلهٔ سیگنال‌هایی هدایت می‌شود که این سیگنال‌ها در هر فرایند تولید نشان دهنده زمانی هستند که بایستی قطعه بعدی تولید شود. این سیگنال‌ها که در ژاپنی کانبان نامیده می‌شوند می‌توانند پیام ساده‌ای مانند وجود یا عدم وجود قطعه‌ای در یک شلف باشند. هرگاه JIT در سازمان‌های تولیدی به درستی بکار گرفته شود، می‌تواند بهبود دهنده فاکتورهایی مانند بازگشت سرمایه، کیفیت یا کارایی باشد. برخی پیشنهاد داده‌اند که سر-وقتی عبارت مناسبتری است چرا که بر تولید اقلام در زمان نیاز و نه زودتر و نه دیرتر تأکید دارد.
اطلاع از مصرف موجودی قدیمی که سفارش موجودی جدید را سبب می‌گردد کلید اصلی سر-وقتی و کاهش موجودی است که سبب صرفه جویی در فضای انبار و هزینه‌ها می‌گردد. هر چند که سطح موجودی توسط پیشینه تقاضا معین می‌گردد ولی هرگونه تقاضای ناگهانی موجب بالاتر رفتن تقاضا از تقاضای پیش‌بینی شده می‌گردد و موجودی شرکت سریعتر به پایان می‌رسد. اخیرآ متخصصان دریافته‌اند که میانگین تقاضای یک دوره ۱۳ هفته‌ای بهترین مدل‌های پیش‌بینی برای سیستم‌های سر-وقتی است.

## تاریخچه
این تکنیک برای اولین بار توسط کمپانی فورد استفاده شد. چنانچه هنری فورد در کتاب خود بنام «زندگی و کار من» می‌گوید:
ما در مورد خرید مواد اولیه به این نتیجه رسیده‌ایم که ارزنده نیست که بیش از نیازی که برای تولید فوری وجود دارد مواد اولیه خریداری نماییم. ما تنها به اندازه‌ای که برنامه تولید داریم خرید می‌نماییم و به حمل ونقل مواد در آن زمان توجه داریم. در صورتی‌که سیستم حمل و نقل کامل باشد و از جریان عرضه مواد مطمین باشیم نیازی به موجودی اضافه نیست. محموله‌ها مطابق زمانبندی و برنامه‌ریزی سفارشات و به اندازه کافی دریافت می‌شوند و مستقیماً از ریل به کف کارخانه منتقل می‌گردند. این سبب کاهش سرمایه‌ای که درگیر کالاهاست می‌شود. در صورتی‌که سیستم حمل و نقل نامطلوب باشد، بایستی مقادیر بیشتری از مواد خریداری شوند.
چنانچه مشاهده شد فورد از عبارتی نظیر بارانداز به کف کارخانه استفاده نموده‌است که نیازمند سیستمی مؤثر برای حمل و نقل کالا است.
تکنیک سر-وقتی یا درست به موقع، توسط شرکت تویوتا در ژاپن معرفی گردید و به همراه جیدوکا (JIDOKA) یا خودگردان‌سازی به عنوان دو اصل بنیادین سیستم تولید تویوتا درآمد. در هر صورت تویوتا این سیستم را نه از فورد بلکه از کمپانی پیگلی ویگلی پذیرفت زیرا سیستم سر-وقتی در کمپانی فورد پیاده‌سازی نشده بود و مدیران اجرایی تویوتا در تور آمریکا از موجودی انباشته و برنامه زمانبندی کاری کمپانی فورد وحشتزده شده بودند و در پیگلی ویگلی بود که آن‌ها سیستم خدمت دهی را مشاهده کردند که می‌توانست متناسب با شرایط اقتصادی و تولیدی آن زمان ژاپن باشد و آقای کیچیرو تویودا، آن را JIT نامید. در واقع آقای تویودا به دنبال راهی بود تا بتواند در شرایطی به تولید خودرو بپردازد که ناچار به تولید انبوه خودرو در بازار ویرانه از جنگ دوم جهانی ژاپن نباشد و ضمناً مجبور به انباشتگی حجم انبوهی از قطعات در خط تولید نیز نباشد؛ لذا تنها راه برای آنها، استفاده از سر-وقتی بود. پیگلی ویگلی اولین فروشگاه خواربار فروشی در آمریکا بود که در سال ۱۹۱۷ و با هدف ارائه خدمت به صورت سلف سرویس (SELF SERVICE) به مشتریان افتتاح گردید. با اینکه افتتاح اولین سوپرمارکت در آمریکا به سال ۱۹۳۷ برمی گردد، ولی این فروشگاه برای اولین بار، شیوه خدمت دهی در قالب سیستم قفسه بندی سوپرمارکتی را به عنوان اختراع در آمریکا به ثبت رساند و آقای ساندرز آن را در فروشگاه خود مورد استفاده قرار داد. در واقع، در این سیستم جدید خدمت دهی بود که مشتری می‌توانست:۱) آنچه را که می‌خواهد، ۲)در زمانیکه می‌خواهد، ۳)و به میزانی که می‌خواهد از قفسه‌های فروشگاه بردارد و این اصول، پایه‌های تفکر سیستم درست به موقع یا JIT را تشکیل می‌دهند؛ و این موضوع که گفته می‌شود کانبان ژاپنی، الهام گرفته شده از سیستم سوپرمارکت آمریکائیست به همین ارتباط برمی گردد.
با توجه به کمبود زمین در کشور ژاپن، انبار کردن کالاهای ساخته شده برای تولیدکنندگان ژاپنی بسیار دشوار و پرهزینه است. قبل از دهه ۵۰ این یک مشکل اساسی در صنعت ژاپن به‌شمار می‌آمد چرا که تولیدکننده را مجبور می‌کرد که به تولید کالا در مقیاسی کمتر از تولید اقتصادی بپردازد و این امر در روند بازگشت سرمایه کارخانه اخلال ایجاد می‌نمود.
تایچی اوهنو مدیر مهندسی تویوتا در دهه ۵۰، به محاسبه فرضیات پرداخت و دریافت که پیاده‌سازی مدل دیگری امکان‌پذیر است. کارخانه تویوتا قابلیت به‌کارگیری سیستم سر-وقتی را داشت به شرطی که با انعطاف بیشتری ساخته می‌شد و هزینه راه‌اندازی مجدد آن پس از هر بار تولید کاهش می‌یافت و مقیاس تولید اقتصادی کاهش و به سطح ظرفیت انبارهای موجود می‌رسید. سر-وقتی از نگاه اوهنو یکی از دو ستون سیستم تولید تویوتا تلقی می‌گردد.
بنابراین در طی چندین سال، مهندسین تویوتا مدل‌های مختلف خودروها را بر اساس یکسانی فرایندهایی نظیر رنگ آمیزی و جوشکاری دوباره طراحی نمودند. تویوتا از اولین شرکتهایی بود که از سیستم منعطف روباتیک جهت انجام چنین فرایندهایی بهره برد. برخی از تغییرات انجام گرفته بسیار ساده بودند مانند استانداردسازی سوراخ‌هایی که قطعات باید از آن‌ها آویزان می‌شدند. تعداد و تنوع چفت و بستها نیز کاهش یافتند تا مراحل و ابزار تولید استاندارد گردند، بدین ترتیب یک فرایند زیر مونتاژ می‌توانست برای مدل‌های مختلف یکسان باشد.
بعدها مهندسین تویوتا مشخص نمودند که گلوگاه بحرانی باقی‌مانده در سیستم جدید تعویض قالب‌های قطعات بدنه خودرو است. گاهی چندین روز بطول می‌انجامید تا یک قالب چند تنی با کیفیت مورد قبول نصب گردد و جاییکه نصب قالبی به تیمی از کارشناسان نیاز داشت، تعویض قالب چندین هفته زمان می‌برد.
بنابراین تویوتا سیستمی که بعدها تعویض یک دقیقه‌ای قالب نام گرفت و توسط شیگیو شینگو توسعه یافته بود را بکار گرفت. با اندازه‌گیری دقیق کلیه ادوات و تجهیزات برای تطبیقات لازم، زمان تعویض یک قالب از چند روز به چند ساعت تقلیل یافت. از سوی دیگر کیفیت نصب قالب‌ها به وسیلهٔ دستورالعملهایی نوشته شده کنترل می‌گردید که مهارت لازم برای این فرایند را کاهش می‌داد. بررسی‌های بیشتر نشانگر این بود که بیشترین زمان اتلافی باقی‌مانده به زمان مورد نیاز برای یافتن ابزار آلات و حمل ونقل قالب‌ها اختصاص دارد. با قرار دادن قالب‌ها در زمان و مکان مناسب و تهبیه قفسه‌ای جهت ابزار در نزدیکی محل تعویض قالبها، زمان تعویض یک قالب به ۴۰ ثانیه کاهش یافت.
بعد از بکارگیری سیستم تعویض یکدقیقه‌ای قالب، تعداد تولید اقتصادی در برخی از کارخانه‌های تویوتا به یکعدد کاهش یافت. انتقال انبار قطعات به فرایند، امکان انبار کردن موجودی کمی در سطح تنها ۱ عدد برای هر ایستگاه مونتاژ را مهیا ساخت وقتیکه از بین رفتن موجودی به عنوان یک سیگنال یا کانبان جهت تولید یا جایگزینی بکار می‌رفت.

## فلسفه به موقع
فلسفه به موقع بسیار ساده‌است، موجودی جزو زایدات است. سیستم موجودی JIT، نحوه تعامل با موجودی را مشخص می‌نماید و نه راه حلی ساده. بلکه سازمان بایستی یک روش کلی جهت حصول به نتایج را تعقیب نماید. ایده‌های مورد استفاده در این روش از رشته‌های علمی متفاوتی نظیر آمار، مهندسی صنایع، مدیریت تولید و علوم رفتاری بدست می‌آید.
موجودی به عنوان هزینه یا زایدات به‌شمار می‌رود. سازمان‌ها جسارت پیدا می‌کنند تا موجودی را کاهش دهند و به‌طور مستمر سبب پیشرفت فرایندها شوند تا بتوانند وجود موجودی کمتر را تحمل نمایند. ضمناً عادت به نگهداری موجودی سبب اعتیاد مدیران به آن می‌گردد، چرا که مدیران برای مخفی نگه داشتن مشکلاتی در تولید مانند عدم قابلیت اعتماد به ماشین آلات، تغییرپذیری فرایندها و عدم انعطاف لازم نسبت به نگهداری موجودی تمایل دارند.
بصورت خلاصه سیستم موجودی به موقع، داشتن «کالای بجا، در زمان و مکان بجا و به مقدار مناسب است، بدون اینکه نیازی به ذخیره ایمنی وجود داشته باشد.»

## موجودی
سر-وقتی به موجودی به همراه فاکتورهای زمان انتظار، تولید بیش از اندازه، حرکت، شکست محصول و حمل و نقل به عنوان تلفات می‌نگرد. موجودی صفر به معنای عدم محافظت سیستم از شک‌های بیرون سازمانیست. هر شک خارجی که قطع‌کننده کالاهای ورودی به سازمان باشد می‌تواند تأثیرات نامطلوب بر جای گذارد. به عنوان مثال تویوتا به دلیل عدم تعهد یکی از شرکت‌های تهیه‌کننده مواد اولیه تعدادی از سفارشات خود را در سال ۱۹۹۷ از دست داد. در سال ۱۹۹۲، برخورد قطارها با یکدیگر سبب تعطیلی کارخانه جنرال موتورز با ۷۵۰۰۰ کارگر به دلیل نبود مواد اولیه شد.

## نوسانات قیمت و کیفیت
سر-وقتی فرض می‌کند که قیمت مواد اولیه از یک ثبات نسبی برخوردار است و ترجیحاً مواد اولیه را به قیمت روز خریداری می‌نماید اما در زمان افزایش قیمتها ذخیره کردن مواد اولیه مطلوب خواهد بود. ضمناً فرض این سیستم بر این است که کیفیت مواد اولیه ثابت خواهد ماند و در صورت کاهش کیفیت، سازمان از انبار کردن مواد با کیفیت بالا استقبال خواهد نمود. 

## تأثیرات
نتیجه سر-وقتی در تویوتا در ابتدای امر وحشتناک بود اما در مقایسه با سرمایه‌ای که از حذف موجودی در فرایند ایجاد می‌نمود رضایت مدیران ارشد را جلب کرد. تأثیر شگفت‌انگیز دیگر آن کاهش زمان پاسخگویی کارخانجات به تقاضاها در یک روز بود که سبب رضایت مشتریان می‌گردید. همچنین بسیاری از خودروها بر مبنای ساخت به سفارش تولید شدند که ریسک عدم فروش رفتن آن‌ها را از میان برمی‌داشت. اتنخابی برای مونتاژگران وجود نداشت، هر قطعه بایستی دقیقاً در جای خود نصب می‌شد و کیفیت محصولات به‌طور قابل ملاحظه‌ای افزایش یافت. عاقبت تویوتا اقدام به طراحی مجدد کلیه قطعات خودروها نمود تا خطاها حذف شوند و هم‌زمان کنترل‌های آماری دقیق و کنترل کیفیت را بکار گرفت. تویوتا به آموزش و آزمایش تأمین کنندگان جهت کیفیت و تحویل به موقع قطعات پرداخت و در برخی موارد از بعضی از تأمین کنندگان صرفنظر نمود.
هرگاه مشکلی در تولید به وجود می‌آمد، کل خط تولید را متأثر می‌کرد و گاهی کل خط تولید متوقف می‌شد. در ابتدا بسیاری در تویوتا می‌اندیشیدند که این روش به دلیل توقف مکرر خط تولید کنار گذاشته خواهد شد. در هفته اول تقریباً خط تولید هر ساعت متوقف می‌شد. پس از یکماه توقف‌ها به چند بار در روز خلاصه می‌شد و بعد از شش ماه توقف خط تولید تأثیر اقتصادی کمی بر کارخانه داشت تا آنجا که هر کاگر قادر بود کل خط را در صورت بروز مشکل فنی یا کیفی متوقف کند و با این وجود توقف خط تولید به چند بار در هفته منتهی شد. بدین رویه تویوتا به مباهات دنیای صنعتی بدل شد. سر-وقتی به بخش‌های دیگر زنجیره تأمین صنایع مختلف نیز سرایت نمود و باعث حذف یک یا کلیه انبارهای میان کارخانه‌ها و خرده فروشان گردید.

## مزیت‌ها
- زمان تنظیم آماده کردن تجهیزات در کاخانه کاهش می‌یابد. کم کردن زمان نصب به شرکت اجازه می‌دهد که خط پایین را بهبود ببخشند و بهره‌ور کنند و تمرکز خود را رو ی دیگر بخش‌ها که به بهبود نیاز دارند معطوف سازند.

- جریان کالاها از انبارها به قفسه‌ها بهبود می‌یابد. بخاطر اینکه کارمندان روی قسمت خاصی تمرکز می‌کنند. به آن‌ها اجازه می‌دهد که سریتر پروسه کالاها را انجام دهند و شکستی بخاطر اجام کارهای هم‌زمان توسط کارگرها پیش نیاید.

- کارگرانی که مهارت‌های چندگانه دارند بسیار بهتر مورد استفاده قرار می‌گیرند. بخاطر اینکه کارگران برای کار کردن در قسمت‌های مختلف تربیت شده‌اند به شرکت اجازه می‌دهد که از آن‌ها در جایی که نیاز دارند استفاده کنند.

- سر-وقتی زمانبندی بهترو کار با ثباتی فراهم می‌کند. اگر اجرا برای محصولی وجود نداشته باشد کارکنان کاری برای انجام دادن ندارند. این پول شرکت را نگه می‌دارد. یا به کارکنان پولی داده نمی‌شود یا برای کاری دیگر از آن‌ها استفاده می‌شود.

- افزایش تأکید بر روابط با تأمین کنندگان وجود دارد. شرکت بدون موجودی ترمز سیستم با موجودی را نمی‌خواهد که کمبود تولید بیافریند. این رابطه با تأمین‌کننده را پراهمیت می‌کند.

- تدارکات کارکنان را به سمت پرحاصل بودن و تمرکز روی تغییرو تبدیل معطوف می‌دارند. تمرکز مدیریت روی ضرب‌العجل‌ها باعث کار بیشتر کارکنان برای رسیدن شرکت به هدفش می‌شود.

## مشکلات
با این که سیستم های به‌هنگام کارایی بالا و هزینه‌های پایینی دارند، در برابر شوک و تغییر خیلی آسیب‌پذیر هستند. کشورهای غربی چنان سیستم زنجیره تامین غذای به‌هنگامی درست کردند که اختلال در حمل‌و‌نقل می‌تواند منجر به خالی‌شدن قفسه‌های سوپرمارکت‌ها در بعضی کشورها در فقط چهار روز شود. کافی است یک حمله تروریستی به انبار سوخت اتفاق بیفتد، قیمت نفت بالا برود، یا پندمیک اتفاق بیفتد و راننده‌ها خانه‌نشین شوند. خیلی سریع آشوب می‌شود و تبعات سنگین اجتماعی و سیاسی خواهد داشت.